# Kia Opirus
La Kia Opirus, vendue aussi sous le nom de Kia Amanti, est une routière du constructeur automobile sud-coréen Kia apparue en 2003. Le véhicule-amiral de la flotte Kia partage de nombreux éléments mécaniques avec sa cousine, la Hyundai Grandeur. Restylée de nombreuses fois et bien que garantie 5 ans, elle se vendit au compte goutte en France à cause de l'image de marque de Kia, peu propice aux véhicules haut de gamme.
En 2010, Kia abandonne l'Opirus et la remplace par la Kia Cadenza et la Kia K9.